# Kościół św. Marcelina w Rogalinie
Kościół św. Marcelina w Rogalinie – rzymskokatolicki kościół z mauzoleum rodziny Raczyńskich, należący obecnie do parafii pod tym samym wezwaniem (dekanat kórnicki archidiecezji poznańskiej). Przez ponad 150 lat pełnił funkcję kaplicy, a parafię utworzono dopiero w 1975 roku.

## Historia kościoła
Jest to świątynia wzniesiona w latach 1817–1820 na polecenie hrabiego Edwarda Raczyńskiego, jako grobowiec rodzinny oraz kaplica, "dla wygody swoich poddanych".
Jej patronem jest św. Marcelin – papież i męczennik, który za panowania cesarza Dioklecjana w roku 304 n.e. został ścięty za wiarę. Na frontonie kościoła znajduje się łaciński napis DIVO MARCELLINO (= Świętemu Marcelinowi). Edward Raczyński chciał w ten sposób uhonorować patrona parafii, ale także ciotecznego kuzyna Marcelego Lubomirskiego, żołnierza napoleońskiego, poległego w 1809 roku w czasie oblężenia Sandomierza.

Autor pracy habilitacyjnej poświęconej tej świątyni, profesor Jarosław Jarzewicz, napisał w podsumowaniu tej monografii (str. 377): 
„Kościół – mauzoleum swoich przodków – polecił Edward Raczyński wybudować wśród zieleni otwartego parku przechodzącego niepostrzeżenie w naturę, w kraj ojczysty, który stał się krajobrazem heroicznym, bo naznaczonym świątynią bohatera. Natura została też przez to uświęcona, jednak nie na sposób sentymentalnych czy romantycznych «kultów natury», ale dzięki temu, że jej centrum i kulminacją jest kościół – świątynia, w której Bóg jest obecny. Fundator zadbał także, aby budowany przezeń kościół był też miejscem zgromadzeń lokalnego Kościoła – wiernych mieszkających w Rogalinie. Wyprowadzając kaplicę pałacową z bryły pałacu i czyniąc ją dostępną nie tylko dla dworu, ale także dla mieszkańców wsi, postąpił jak oświecony magnat, dbający o dobro swoich poddanych.”

## Architektura
Kościół parafialny w Rogalinie wyróżnia nietypowa architektura. Jego pierwowzorem była świątynia rzymska zwana Maison Carrée, czyli „czworobocznym domem”, wybudowana w I w. p.n.e. w Nîmes we Francji. (Również kościół św. Marii Magdaleny w centrum Paryża był częściowo wzorowany na tej budowli i mógł być inspiracją dla Raczyńskiego, który przez kilka lat służył w armii napoleońskiej).
Nad portalem widnieje napis „EDUARDUS COMES / RACZYNSKI / HANC AEDEM EXTR.CUR. / A. MDCCCXX” (= Edward hrabia Raczyński tę świątynię wybudować polecił. Rok 1820). Fundator był autorem ogólnej koncepcji tej budowli i zastosował w niej nowatorskie rozwiązania, np. zakupił odlane z żeliwa bazy i kapitele korynckich kolumn, antaby oraz posągi lwów umieszczone przy schodach do świątyni.
Fronton kościoła jest ozdobiony kolumnami, zaś elewacje boczne półkolumnami w porządku korynckim, w tzw. układzie "pseudoperipteros" (od łac. peripteros = otoczony jednym rzędem kolumn).
Górna kondygnacja, o dekoracji klasycystycznej, pełniła rolę kaplicy pałacowej w latach 1821–1939, a po wojnie stała się kościołem filialnym parafii w Rogalinku. Ołtarz główny został wykonany i ufundowany w 1832 roku. Mozaikowe antepedium wykonał Franciszek Lanci, z takiego samego materiału jak antepedium umieszczone w Złotej Kaplicy w katedrze w Poznaniu. Fryz, który otacza wnętrze kościoła, przedstawia orły zwrócone parami ku sobie z rozpiętą girlandą. Motyw ten ma symbolizować bohaterskiego ducha Marcelego Lubomirskiego. Patrząc od strony ołtarza, po lewej stronie drzwi głównych na ścianie jest umieszczona płaskorzeźba z białego marmuru z 1880 roku przedstawiająca Marię z Krasińskich Raczyńską, pierwszą żonę Edwarda Aleksandra, z dwojgiem dzieci.
W dolnej części kościoła – czyli mauzoleum – są umieszczone sarkofagi, w których pochowani są: prezydent RP hr. Edward Bernard Raczyński (prawnuk fundatora świątyni), jego najstarsza córka Wanda Dembińska z mężem rotmistrzem Ryszardem Dembińskim oraz Roger Raczyński i jego żona Konstancja Raczyńska, z domu Lachman. Na ścianach mauzoleum są umieszczone tablice nagrobne, m.in. tablica, za którą jest pochowane serce hrabiego Edwarda Raczyńskiego fundatora tejże budowli.
W późniejszych latach Raczyński wypowiadał się krytycznie o kaplicy rogalińskiej. Raziło go połączenie architektury klasycznej z romańsko-gotycką kryptą wewnątrz.

## Rogalińskie Drogi

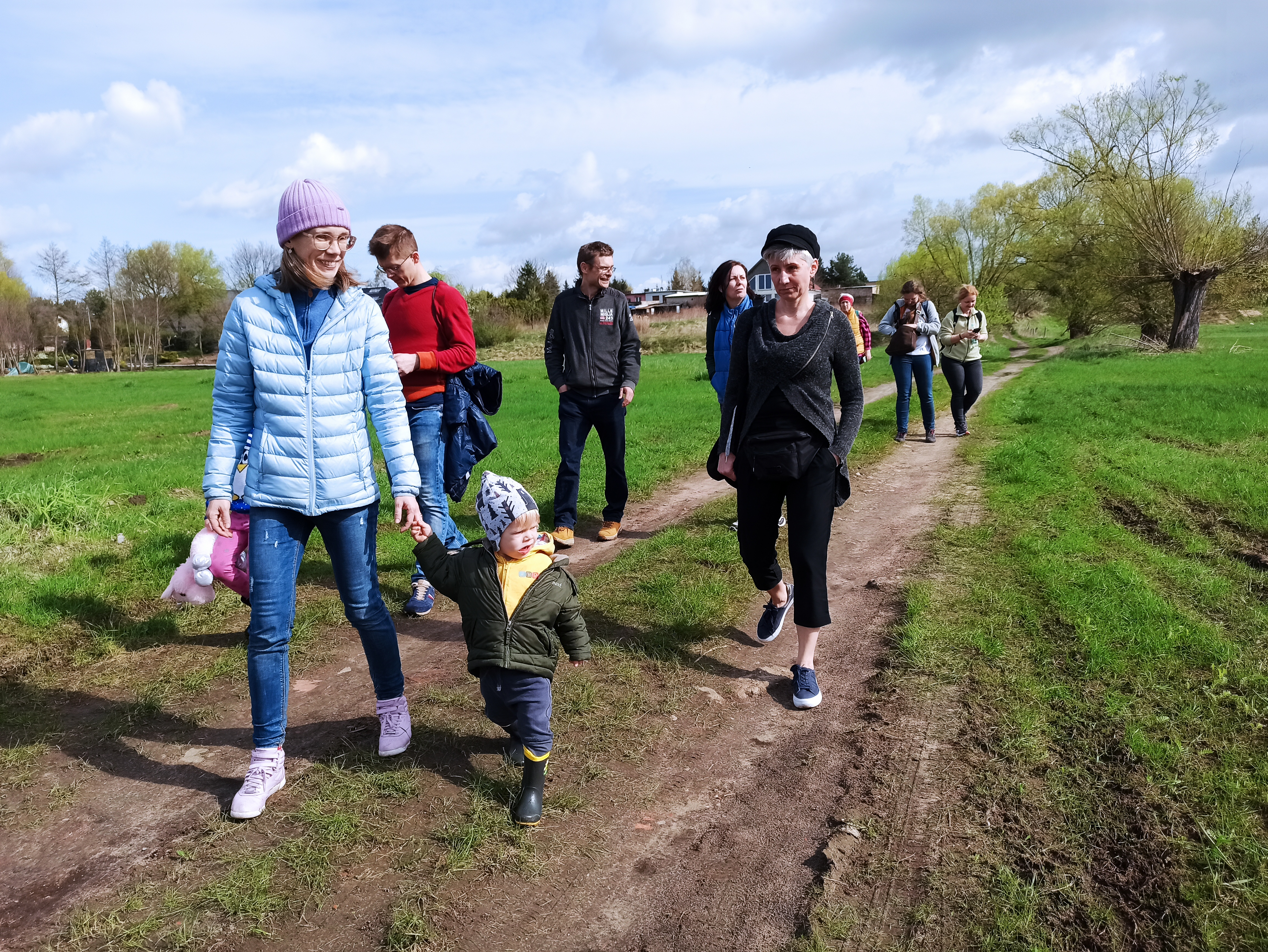
Wycieczka przyrodnicza „Drzewo Życia” szlakiem pielgrzymkowym Droga Miłości w Radzewicach podczas rogalińskiego zjazdu animatorów Laudato Si'

Z okazji 200-lecia poświęcenia kościoła powstała sieć przyrodniczych szlaków pielgrzymkowych Rogalińskie Drogi Ducha Świętego, które prowadzą z 9 miejscowości: Radzewice, Radzewo, Mieczewo, Poznań-Głuszyna, Daszewice, Mosina, Puszczykowo, Kamionki, Rogalinek. Nazwy szlaków pochodzą od owoców Ducha Świętego, by propagować modlitwę do Ducha Świętego o 7 darów (mądrość, rozum, radę, męstwo, umiejętność, pobożność i bojaźń Bożą) i 9 owoców (miłość, radość, pokój, cierpliwość, uprzejmość, dobroć, wierność, łagodność i opanowanie). Na stronie internetowej parafii udostępniono m.in. opisy tras z ciekawostkami historycznymi, propozycje zadań duchowych i broszury przyrodnicze. Powstanie sieci szlaków popularyzuje także aktywność fizyczną na świeżym powietrzu oraz ochronę Rogalina jako pomnika historii.
Botanicy, zoolodzy, ekolodzy oraz hydrolog poprowadzili wycieczki poszczególnymi szlakami i na tej podstawie opracowali broszury o przyrodzie i ekologii, które można wykorzystać także w innych miejscach. Są one udostępnione bezpłatnie na stronie internetowej parafii, podobnie jak opisy tras wszystkich szlaków z zadaniami duchowymi, ciekawostkami historycznymi itp..
Po inwazji Rosji na Ukrainę w lutym 2022 roku, zadania duchowe dla pielgrzymek w intencji pokoju (z opisu Drogi Pokoju) zostały przetłumaczone na inne języki.
Ogólne zasady Rogalińskich Dróg, przedstawione na początku opisu każdego szlaku, stały się podstawą opracowania „Zasad zielonego pielgrzymowania” w ramach projektu PielGREEN przez polskich animatorów Światowego Ruchu Katolików na rzecz Środowiska (Laudato Si' Movement). Organizacja ta w maju 2023 roku wspominała o modlitwie do Ducha Świętego i Rogalińskich Drogach na swoim blogu oraz w miesięcznym biuletynie (zarówno w języku angielskim, jak i w polskim), zaś w kolejnym roku w Rogalinie odbył się rodzinny zjazd animatorów tej organizacji.